# 奧格登 (紐約州)
奧格登（英語：Ogden）是一個位於美國紐約州門羅縣的鎮。

## 人口
根據2020年美國人口普查的數據，奧格登的面積為95.14平方千米，當中陸地面積為94.48平方千米，而水域面積為0.66平方千米。當地共有人口20270人，而人口密度為每平方千米213人。